# Comuna Ciobanovca, Anenii Noi
Ciobanovca este o comună din raionul Anenii Noi, Republica Moldova. Cuprinde satele Balmaz, Ciobanovca, Mirnoe și Troița Nouă.

## Demografie
Structură etnică
     moldoveni (54,89%)
     ucraineni (30,26%)
     ruși (12,62%)
     găgăuzi (0,47%)
     bulgari (0,41%)
     români (0,05%)
     evrei (0,05%)
     alte etnii / nedeclarată (1,25%)
Conform datelor recensământului din 2004, populația comunei este de 1.933 locuitori, dintre care 921 (47,65%) bărbați și 1.012 (52,35%) femei. Structura etnică a populației în cadrul comunei arată astfel:
- moldoveni — 1.061;
- ucraineni — 585;
- ruși — 244;
- găgăuzi — 9;
- bulgari — 8;
- români — 1;
- evrei — 1;
- altele / nedeclarată — 24.

## Administrație și politică
Componența Consiliului local Ciobanovca (11 consilieri), ales la 5 noiembrie 2023, este următoarea:
|  | Partid                                        | Consilieri | Componență | Componență | Componență | Componență | Componență | Componență | Componență |
|  | --------------------------------------------- | ---------- | ---------- | ---------- | ---------- | ---------- | ---------- | ---------- | ---------- |
|  | Partidul Socialiștilor din Republica Moldova  | 7          |            |            |            |            |            |            |            |
|  | Partidul Dezvoltării și Consolidării Moldovei | 4          |            |            |            |            |            |            |            |